# Šeremetev (famiglia)
La famiglia Šeremetev (in russo: Шереметевы), era una delle più ricche e influenti famiglie nobili della Russia.
Ci sono due teorie sull'origine del nome:
- una teoria sostiene che il nome ha origine dalla lingua ciuvascia che significa "uomo povero";
- l'altra teoria suggerisce che il nome ha origine dalla parola tatara/turca "shir Akhmat", che si traduce letteralmente "Tiger Ahmet" e può essere letto sia come "coraggioso Ahmet" e "pio Ahmet".

## Storia
Gli Šeremetev discenderebbero da Andrej Kobyla, boiardo di Mosca, vissuto alla corte di Ivan I, discendente di San Alexander Nevskij.
Durante il XVI e XVII secolo, molti membri era vicino allo zar. Molti Šeremetev parteciparono alle campagne contro i tartari o in Livonia e alla presa di Kazan'. Essi ricevono le aree nei pressi di Mosca, a Jaroslavl', a Rjazan' e a Nižnij Novgorod.
La loro ascesa ebbe inizio nel XVIII secolo. Uno dei membri più importanti di questa famiglia è Boris Petrovič Šeremetev, che fu il primo a ricevere il titolo di conte in Russia nel 1706.
Dopo la rivoluzione russa, la famiglia emigrò in Francia, dove i loro discendenti vivono tuttora.

## XVI secolo
- Ivan Andreevič (?-1531);
- Vasilij Andreevič (?-1548);
- Semën Vasil'evič (?-1561);
- Nikita Vasil'evič (?-1564);
- Fëdor Vasil'evič (1540-1590);
- Pëtr Nikitič (1564-1610);

## XVII secolo
- Fëdor Ivanovič (1570-1650);
- Boris Petrovič (?-1650);
- Vasilij Petrovič (?-1659);
- Ivan Petrovič (?-1647);
- Vasilij Borisovič (1622-1682);
- Matvej Vasil'evič (1629-1657);
- Boris Petrovič (1652-1719);
- Michail Borisovič (1672-1714);

## XVIII secolo
- Pëtr Borisovič (1713-1788);
- Nikolaj Petrovič (1751-1809);

## XIX secolo
- Dmitrij Nikolaevič (1803—1871);
- Sergej Dmitrievič (1844-1918);
- Aleksandr Dmitrievič (1859-1931);
- Vasilij Aleksandrovič (1795-1862);
- Nikolaj Vasil'evič (1804-1849);

## XX secolo
- Sergej Dmitrievič (1844-1918);
- Dmitrij Sergeevič (1862-1943);
- Aleksandr Dmitrievič (1859-1931);
- Pavel Pavlovič (1871-1943);
- Pëtr Petrovič (1931)